# Florian Balcerkiewicz
Florian Balcerkiewicz (ur. 3 maja 1893 w Kiszkowie, zm. ?) – polski lekkoatleta, który specjalizował się w rzucie oszczepem oraz pchnięciu kulą.

## Kariera
W 1921 roku zdobył srebrny (w pchnięciu kulą) i brązowy (w rzucie oszczepem) medal mistrzostw Polski seniorów. Rekordy życiowe: kula – 10,52 (13 sierpnia 1921, Lwów); oszczep – 34,78 (14 sierpnia 1921, Lwów).